# Microsoft PixelSense
Microsoft PixelSense ist ein Computer der Firma Microsoft in der Form eines interaktiven Tisches. Er wurde am 30. Mai 2007 vorgestellt und lief bis Juni 2012 unter der Bezeichnung Microsoft Surface (Codename Milan). Er kommt ohne Maus, Tastatur oder sonstige herkömmliche Eingabegeräte aus. Sämtliche Eingaben werden mit der Hand (bzw. mehreren Händen) auf der 30 oder 40 Zoll großen Tischplatte vorgenommen. Diese Multi-Touch genannte Technik erlaubt Interaktionen zwischen Mensch und Computer oder auch zwischen Computer und anderen Geräten.

## Geschichte
Die Technik, auf der dieser Computer basiert, wurde schon ab 1982 entwickelt. Bereits damals fanden an der University of Toronto sowie an den Bell Laboratories erste Forschungen zu Multi-Touch-Geräten statt. Das eigentliche Konzept wurde 2001 von den Microsoft-Mitarbeitern Steven Bathiche und Andrew D. Wilson erdacht. Im Oktober 2001 wurde unter der Führung der beiden eine Projektgruppe gegründet, die das Konzept vorantreiben sollte.
Im Jahre 2003 wurde die Idee dem Vorsitzenden von Microsoft, Bill Gates, präsentiert. Daraufhin wurde das Entwicklerteam vergrößert und ein erster Prototyp aus einem Ikea-Tisch gebaut. Bis 2005 wurden insgesamt über 85 Prototypen sowie einige Softwareanwendungen fertiggestellt.
Steve Ballmer stellte den Surface schließlich am 30. Mai 2007 im Rahmen der „D: All Things Digital“-Konferenz im kalifornischen Carlsbad vor. Er wird vorerst nur an Firmenkunden verkauft. Einsatzzweck des zu Beginn 12.500 US-Dollar teuren Geräts, das seit Frühjahr 2008 verkauft wird, sollen Restaurants, Hotels und Ladengeschäfte sein. Ihren ersten Einsatz fanden die Tischcomputer in den Geschäften des Mobilfunkanbieters AT&T sowie in einem Casino in Las Vegas. Zu den nächsten Unternehmen, die den Surface einsetzen wollen, wird auch T-Mobile USA gehören.
Im Juni 2012 erfolgte die Umbenennung des Computers von Microsoft Surface auf Microsoft PixelSense, bzw. Samsung SUR40 with Microsoft PixelSense, da unter der früheren Bezeichnung neue Tablet-Computer mit Windows 8 vorgestellt wurden.

## Funktionen

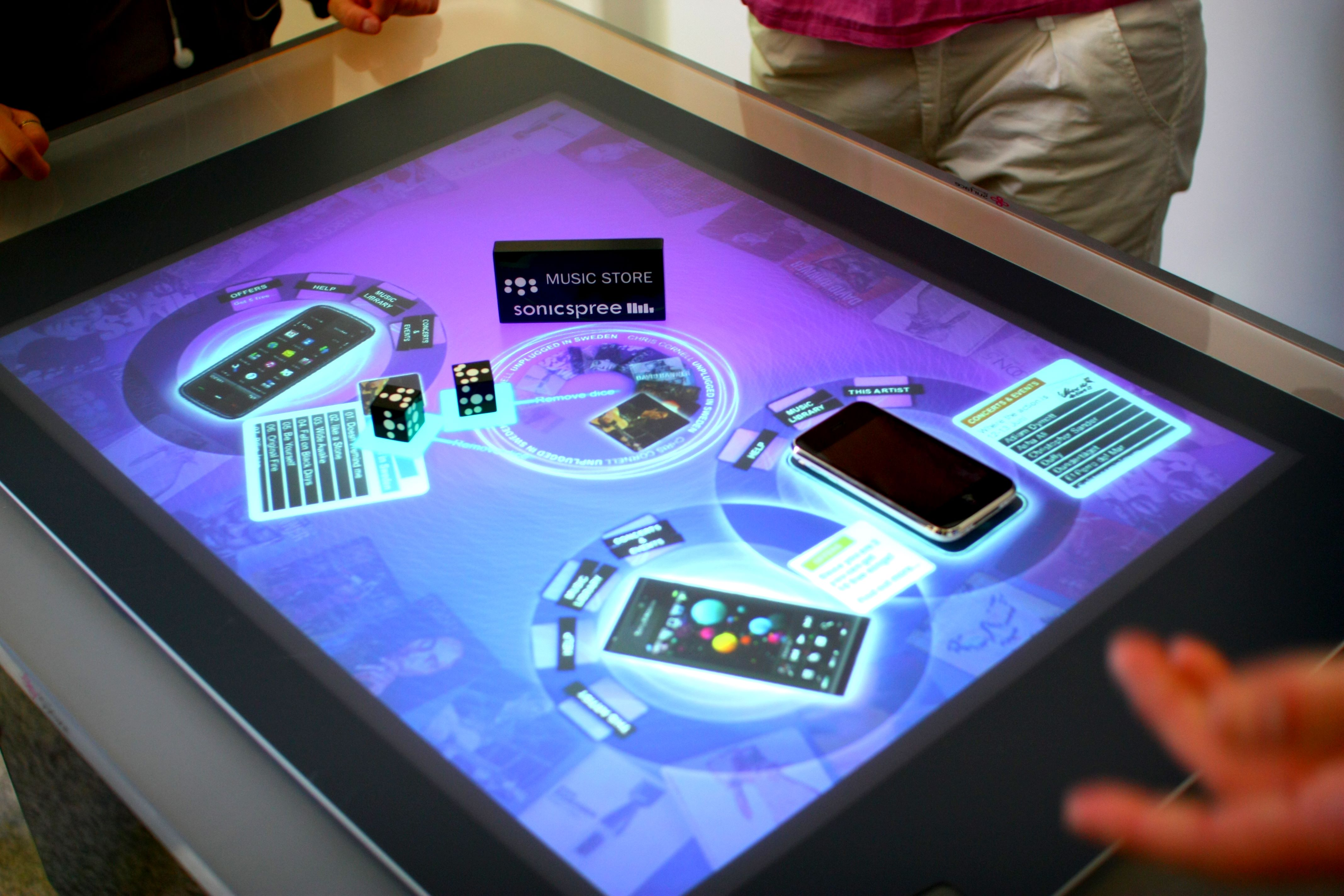
Microsoft PixelSense-Tisch

Der PixelSense/Surface basiert auf einer neuen Benutzeroberfläche, genannt NUI (Natural User Interface). Er benötigt keine Eingabegeräte wie Maus oder Tastatur. Stattdessen werden Infrarot-Reflexionen von fünf innerhalb der Box installierten Kameras aufgezeichnet. Das System ist im Prinzip mit der Funktionsweise eines Touchscreens vergleichbar, ermöglicht aber wesentlich komplexere Eingaben. So ist es beispielsweise möglich, beliebig viele Finger gleichzeitig zu benutzen oder Gegenstände zu erkennen. Dadurch kann der Nutzer Aktionen mit beiden Händen ausführen oder auch mit anderen Nutzern zusammen auf dem Bildschirm arbeiten, zum Beispiel im Rahmen einer Tabletop Groupware. Das Gerät ist theoretisch in der Lage, eine unbegrenzte Anzahl an Berührungspunkten zu registrieren und zu verarbeiten. Die Vorgabe von Microsoft lautet, dass zumindest vier Personen mit jeweils zehn Fingern und 3 Objekten gleichzeitig darauf arbeiten können müssen, ohne dass die Performance darunter leidet.
Das Display liegt waagerecht auf einem schwarzen Kasten, in dem sich die Hardware befindet. Er ähnelt im Design einem Couchtisch. Dieser Aufbau ermöglicht es mehreren Personen, sich um das Gerät zu platzieren und es gemeinsam zu benutzen.
Das PixelSense/Surface verwendet Microsofts Betriebssystem Vista Business und verfügt unter anderem über WLAN (IEEE 802.11b/g), Ethernet 10/100 und Bluetooth 2.0.

### Technische Daten
Das Gerät misst 56 cm in der Höhe, 53 cm in der Tiefe und 107 cm in der Breite. Sein Display ist diagonal 30" (76 cm) groß und besteht aus Plexiglas der Firma Evonik Röhm GmbH aus Darmstadt (Hessen), das auf einem pulverbeschichteten Stahlrahmen aufliegt. Die Standard-Auflösung beträgt 1024×768 Pixel (42,67 dpi).

## Plattform 2
Auf der CES 2011 stellte Microsoft am 5. Januar 2011 die zweite Version des Surface Computers vor. Das Gerät wurde in Zusammenarbeit mit Samsung entwickelt, ist nur noch ca. 10 cm dick und kann jetzt auch stehend eingesetzt werden. In der neueren Version wurde die Hardware überarbeitet. Der Surface 2.0 besitzt nun einen 1080p LCD HD Bildschirm, dessen Diagonale 40 Zoll (102 cm) beträgt, als Prozessor wird ein AMD Athlon II X2 und als Grafikkarte eine Radeon HD 6700M verwendet. Als Betriebssystem wird Windows 7 eingesetzt. Im Bildschirm werden statt Infrarotkameras nun die sogenannte PixelSense-Technologie eingesetzt, bei der jeder achte Pixel des Bildschirms als optischer Sensor agiert.

### Technische Daten
Samsung SUR40 mit Microsoft PixelSense
Software development kit (SDK): Microsoft Surface 2.0
Display: Thin LCD w/PixelSense technology
Gewicht: 36 kg
Abmessungen (L×B×H): 108,5 × 69,9 × 10,2 cm)
CPU: AMD Athlon II X2 245e 2.9 GHz dual-core Prozessor
Graphik (GPU): AMD Radeon HD 6570M – 1 GB GDDR5
RAM Speicher: 4 GB DDR3
Festplatte: 320 GB HDD
Display: 40" (101,6 cm) Diagonale, Auflösung: 1920×1080 – 16:9 (55,07 dpi)
Anschlüsse: HDMI input & output, S/PDIF 5.1 Digital Audio Surround sound out, RCA analog component audio out, 3,5 mm TRS (stereo mini-jack) Audio out, 4 × USB
Netzwerk: Wi-Fi 802.11n, Bluetooth, Ethernet 10/100/1000
Betriebssystem: Windows 7 Professional for Embedded Systems (64-bit)